# Martynas Dapkus
Martynas Dapkus, né le 16 février 1993 à Tauragė en Lituanie, est un footballeur international lituanien au poste de milieu de terrain. 
Il compte une sélection en équipe nationale depuis 2013.

## Biographie

### Carrière de joueur
Martynas Dapkus a fait ses débuts avec l'Atletas Kaunas mais rejoint le centre de formation du Maccabi Haïfa après la recommandation de l'ancien joueur Raimondas Žutautas et joue dans les équipes juniors du club. 
En 2012, il est prêté pour un an en seconde division à l'Hapoël Nazrat Ilit, il dispute 23 rencontres. Il revient alors pour un second prêt d'une saison à l'Hapoël Nazrat Ilit, qui court jusqu'en juin 2014, où il dispute 18 matchs et d'inscrire également un but.
À la fin de la saison 2013/2014, il revient dans l'effectif du Maccabi Haïfa.

### Équipe nationale
Martynas Dapkus est convoqué pour la première fois par le sélectionneur national Csaba László pour un match amical face à l'Albanie le 26 mars 2013. Il entre à la 73e minute à la place d'Andrius Bartkus (défaite 4-1).
Il compte une sélections et zéro but avec l'équipe de Lituanie depuis 2013.

## Statistiques

### Statistiques en club
| Saison                | Club                  | Championnat           | Championnat | Championnat | Coupe(s) nationale(s) | Coupe(s) nationale(s) | Compétition(s) continentale(s) | Compétition(s) continentale(s) | Compétition(s) continentale(s) | Lituanie | Lituanie | Total | Total |
| Saison                | Club                  | Division              | M.          | B.          | M.                    | B.                    | Comp.                          | M.                             | B.                             | M.       | B.       | M.    | B.    |
| 2012 - 2013           | Hapoël Nazrat Ilit    | Liga Leumit           | 23          | 0           | -                     | -                     | -                              | -                              | -                              | 1        | 0        | 24    | 0     |
| 2013 - 2014           | Hapoël Nazrat Ilit    | Liga Leumit           | 18          | 1           | 2                     | 0                     | -                              | -                              | -                              | -        | -        | 20    | 1     |
| 2014 - 2015           | Maccabi Haïfa         | Ligat HaAl            | -           | -           | -                     | -                     | -                              | -                              | -                              | -        | -        | 0     | 0     |
| Total sur la carrière | Total sur la carrière | Total sur la carrière | 41          | 1           | 2                     | 0                     | -                              | -                              | -                              | 1        | 0        | 44    | 1     |